# Лісничий Євгеній Деомидович
Євге́ній Деоми́дович Лісни́чий (нар. 15 жовтня 1997, Новоселиця, Чернівецька область) —  український актор кіно, дубляжу та телебачення.

## Життєпис
Народився 15 жовтня 1997 року у містечку Новоселиці, Чернівецької області. 
У шкільні роки навчався в музичній школі за класом фортепіано.
Після закінчення школи у 2015 році вступив до Київського національного університету театру, кіно і телебачення ім. Івана Карпенка-Карого на спеціальність «Акторське мистецтво драматичного театру і кіно» (майстерня Юрія Висоцького). Навчався в одній групі разом з акторами Петром Ніньовським, Максимом Самчиком та Андрієм Шимановським.
На широкому екрані вперше з'явився  в епізодичній ролі у фільмі «Казка про гроші» у 2017 році, в 2018—2019 дебютує на телеекрані у серіалах «Поверни моє життя» (рос. Верни мою жизнь) та «Інше життя Анни» (рос. Другая жизнь Анны) на телеканалі «Україна». Після закінчення університету отримує роль у молодіжній мелодрамі «Новенька», де грає Дена — найкращого друга головного героя. У 2020 році у вебсеріалі «Fake» зіграв одну з головних ролей — айтішника Діму. Ці ролі приносять акторові більшу впізнаваність.
З 2019 по 2022 рік працює у Київському академічному драматичному театрі на Подолі.
Улітку 2020 року приєднується до основного акторського складу повнометражного фільму «Мій юний принц» режисера Хачатура Васіляна, який наприкінці 2021 року став одним із переможців 17-го конкурсного відбору (пітчингу) Держкіно.
З першого курсу почав займатися дубляжем. Станом на 2023 рік продублював та озвучив вже понад 500 ролей, зокрема й в оригінальних проєктах «Netflix».
Наприкінці 2022 року почав вести TikTok-акаунт, де в основному створює ролики про правила та особливості української мови.
У 2023 році зіграв головну роль у ситкомі «Голова» на «Новому каналі», виконавши роль студента-випускника Антона.
У 2018—2020 роках зустрічався з акторкою Дар'яною (Донцовою) Сєттаровою.

## Театральні роботи
Київський академічний драматичний театр на Подолі
- 2019 — «Каїн XVIII, або стережіться комара!» Євгена Шварца; реж.Володимир Кудлінський — Прем'єр-міністр
- 2019 — «Хіба ревуть воли, як ясла повні?» за романом Панаса Мирного; реж. Віталій Малахов — Режисер
- 2019 — «ОБЭЖ» Бранислава Нушича; реж. Віталій Малахов — Жан
- 2019 — «1984» М. Дж. Саллівана за однойменним романом-антиутопією Джорджа Орвелла; реж. Сергій Павлюк — 4-й Член Партії

## Фільмографія
| Рік  |    | Назва                  | Роль       | Дж            |
| ---- | -- | ---------------------- | ---------- | ------------- |
| 2017 | ф  | Казка про гроші        | в епізодах | [ 15 ] [ 16 ] |
| 2018 | с  | Поверни моє життя      | Андрій     | [ 15 ] [ 16 ] |
| 2019 | с  | Інше життя Анни        | Митя Івлев | [ 15 ] [ 16 ] |
| 2019 | с  | Новенька               | Ден        | [ 15 ] [ 16 ] |
| 2019 | кф | Між рядками            | Петя       | [ 15 ] [ 16 ] |
| 2020 | с  | Fake                   | Діма       | [ 15 ] [ 16 ] |
| 2020 | с  | Доньки                 | Гоша у 18  | [ 15 ] [ 16 ] |
| 2020 | с  | Зречення               | в епізодах | [ 15 ] [ 16 ] |
| 2020 | с  | Тінь зірки             | в епізодах | [ 15 ] [ 16 ] |
| 2021 | с  | Все не випадково       | Кірілл     | [ 15 ] [ 16 ] |
| 2021 | с  | Все, що захочеш        | Віталій    | [ 15 ] [ 16 ] |
| 2021 | с  | Грім серед ясного неба | Хлопець    | [ 15 ] [ 16 ] |
| 2021 | ф  | Ми є. Ми поруч         | в епізодах | [ 15 ] [ 16 ] |
| 2021 | с  | З почуття обов'язку    | Ігор       | [ 15 ] [ 16 ] |
| 2021 | с  | Клятва лікаря          | Денис      | [ 15 ] [ 16 ] |
| 2021 | с  | Некероване кохання     | Денис      | [ 15 ] [ 16 ] |
| 2021 | с  | Мертві лілії           | в епізодах | [ 15 ] [ 16 ] |
| 2023 | с  | Голова                 | Антон      | [ 13 ]        |
| 2024 | с  | Потяг                  | Женя       | [ 17 ]        |

## Дубляж та озвучення
Нижче представлені деякі ролі, які були дубльовані актором.
| Рік  |             | Назва                                     | Роль                           | Дж    |
| ---- | ----------- | ----------------------------------------- | ------------------------------ | ----- |
| 2019 | с           | Відьмак                                   | Ярре                           | [ a ] |
| 2020 | ф           | Фортеця Хаджибей                          |                                | [ a ] |
| 2020 | ф           | Ми можемо бути героями                    | Диво-Красень                   | [ a ] |
| 2021 | ф           | Армія мерців                              | Дітер                          | [ a ] |
| 2021 | ф           | Армія злодіїв                             | Дітер                          | [ a ] |
| 2021 | с           | Доля: Сага Вінкс                          | Скай                           | [ a ] |
| 2021 | с           | Молоді монархи                            | Аюб                            | [ a ] |
| 2021 | с           | Любов, смерть і роботи                    | Маленченко (1 сезон)           | [ a ] |
| 2021 | с           | Любов, смерть і роботи                    | Флетчер (2 сезон)              | [ a ] |
| 2022 | с           | Вигадана Анна                             | Лікар Ендрю Міллікен           | [ a ] |
| 2022 | с           | Відьмак: Кровне походження                | Аваллакх                       | [ a ] |
| 2022 | с           | 1899                                      | Анхель                         | [ a ] |
| 2022 | ф           | Коза Ностра. Мама їде                     | Джанні                         | [ a ] |
| 2022 | ш           | Холостяк                                  | Алекс Топольський              | [ 3 ] |
| 2022 | ф           | Елвіс                                     | Елвіс Преслі                   | [ 3 ] |
| 2023 | с           | One Piece                                 | Санджи                         | [ a ] |
| 2023 | ф           | Рай                                       | Макс                           | [ a ] |
| 2023 | ф           | Ніде                                      | Ніко                           | [ a ] |
| 2023 | Мультсеріал | Ніндзяґо: Повстання драконів для Netflix  | Кай                            | [ a ] |
| 2023 | Мультсеріал | Ніндзяґо: Повстання драконів для ПлюсПлюс | Дорамо, Сіндер, Містер блідий, |       |
| 2025 | Мультфільм  | Луні Тюнз: Врятувати планету              | Науковець                      |       |